# Pterostichus
Pterostichus är ett släkte av skalbaggar som beskrevs av Franco Andrea Bonelli 1810. Pterostichus ingår i familjen jordlöpare.

## Bildgalleri

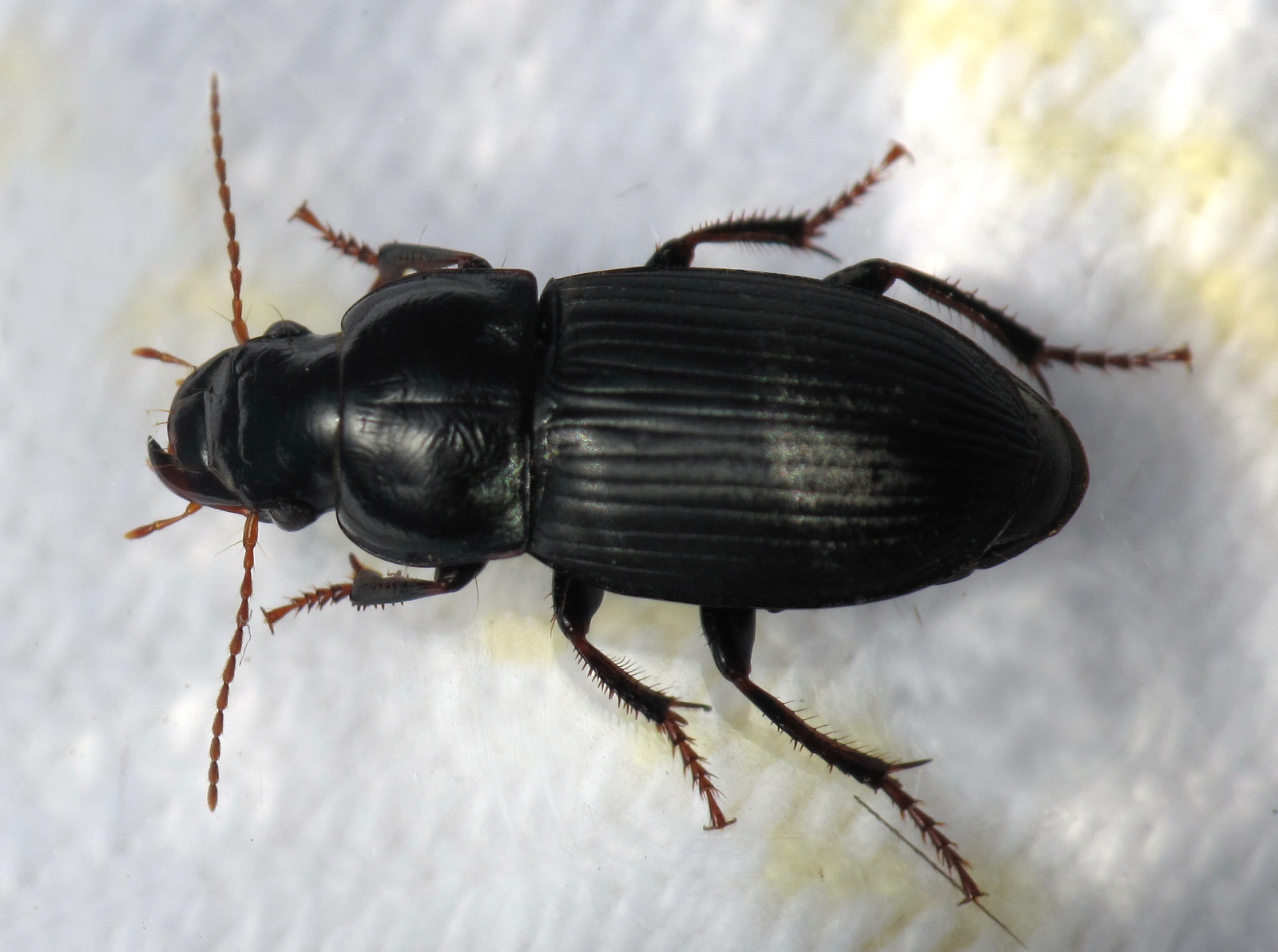
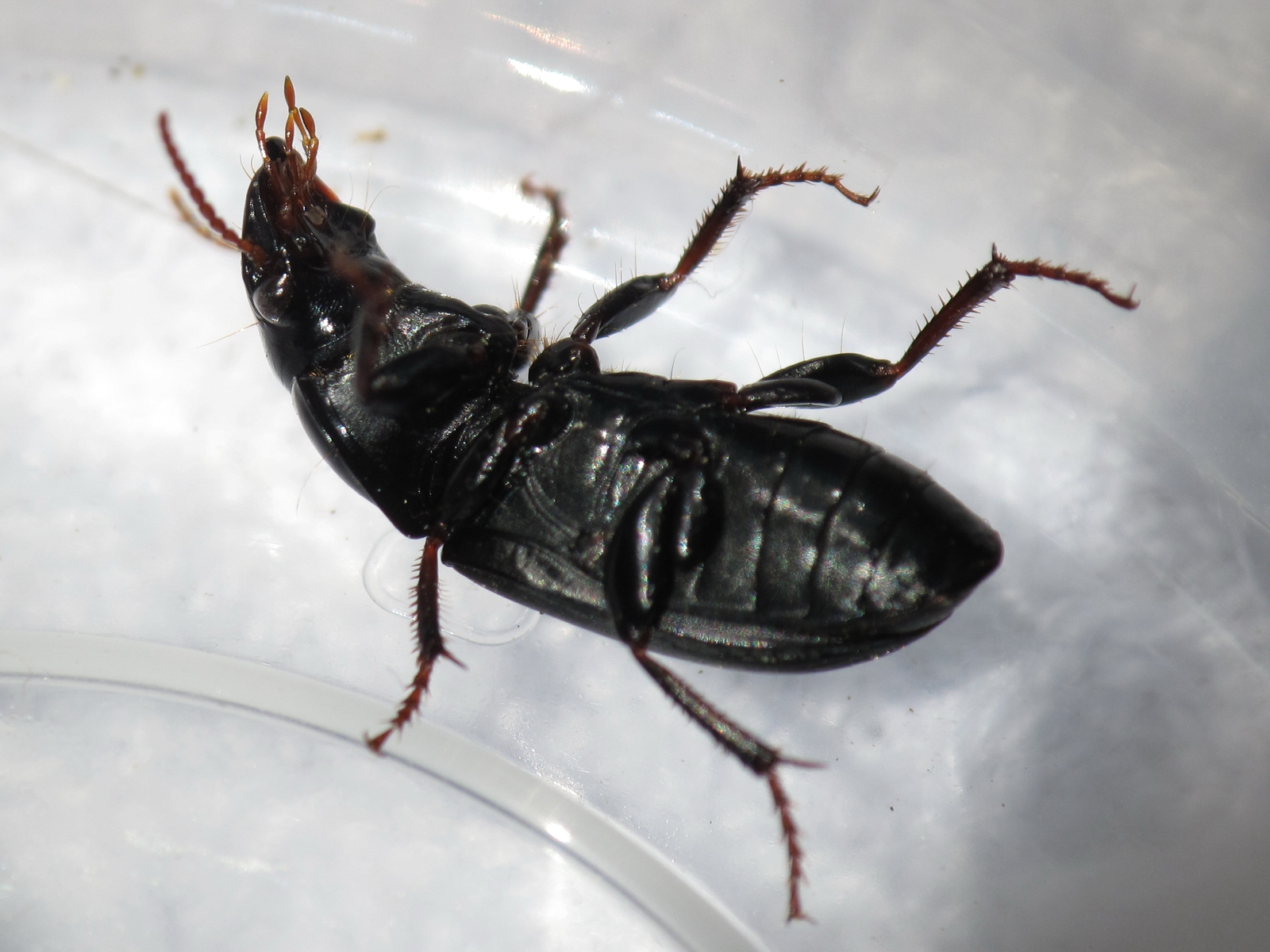
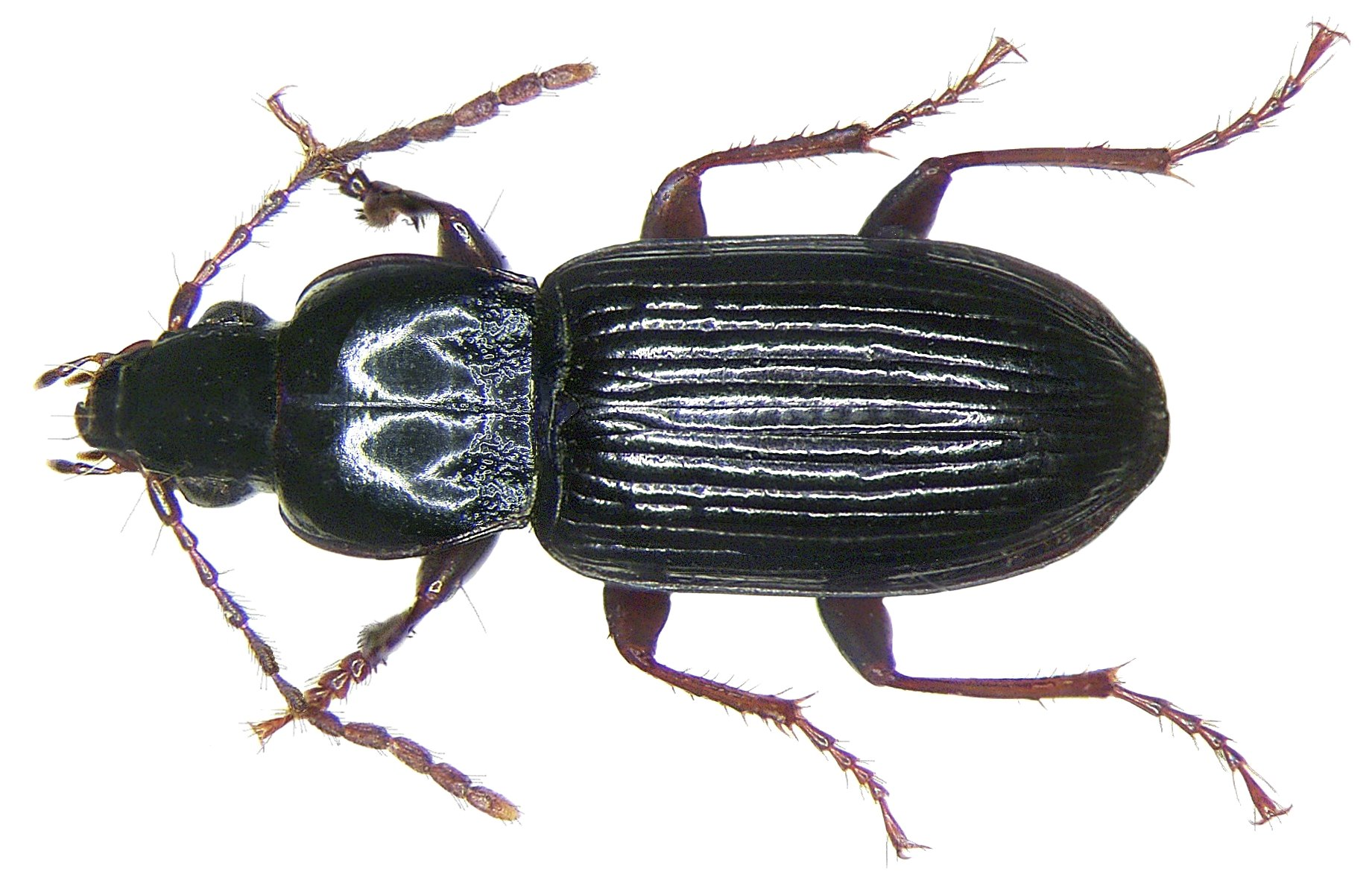
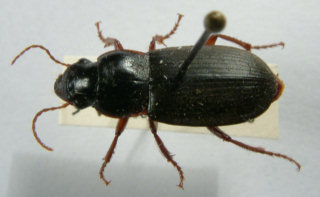
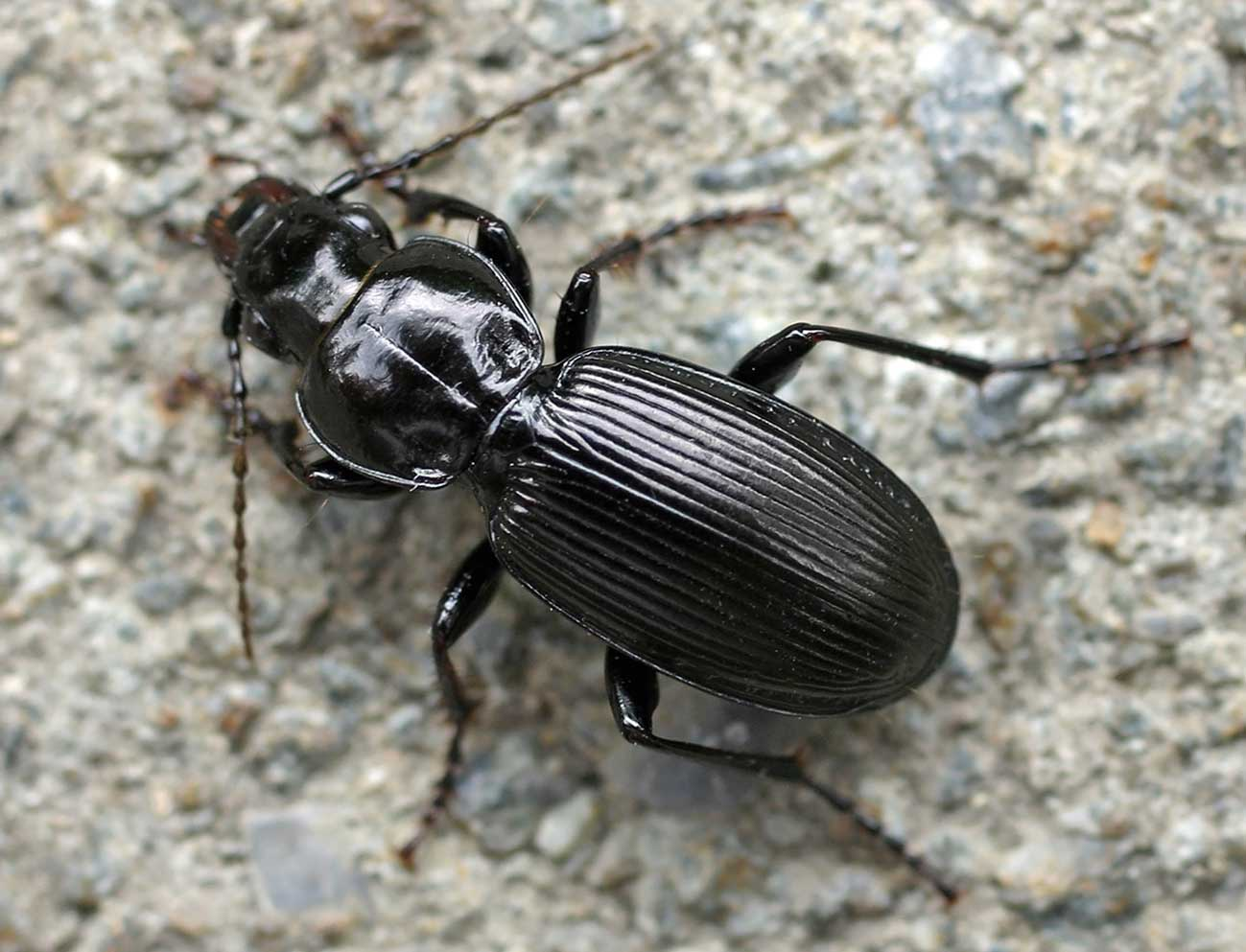
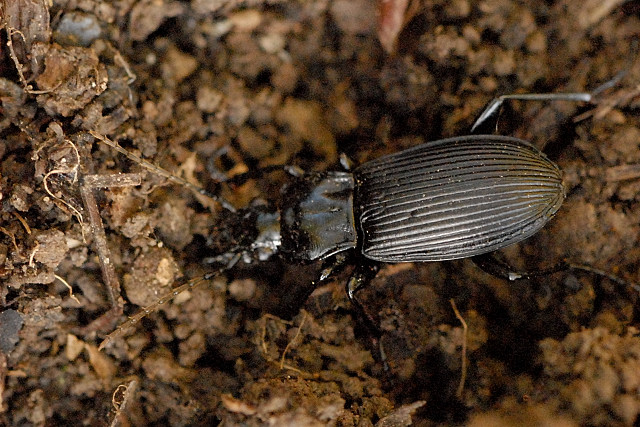

## Dottertaxa tillPterostichus, i alfabetisk ordning[1][2]
- Pterostichus acomanus
- Pterostichus acutipes
- Pterostichus adoxus
- Pterostichus adstrictus
- Pterostichus aethiops
- Pterostichus agonus
- Pterostichus alamedae
- Pterostichus algidus
- Pterostichus amethystinus
- Pterostichus amnicolus
- Pterostichus ampliatus
- Pterostichus angustus
- Pterostichus annosis
- Pterostichus anomalus
- Pterostichus anthracinus
- Pterostichus arcanus
- Pterostichus arcticola
- Pterostichus arizonicus
- Pterostichus aterrimus
- Pterostichus auriga
- Pterostichus aztecus
- Pterostichus baldwini
- Pterostichus barbarinus
- Pterostichus barryorum
- Pterostichus basilaris
- Pterostichus beyeri
- Pterostichus biocryus
- Pterostichus bispiculatus
- Pterostichus blanchardi
- Pterostichus brachypterus
- Pterostichus brevicornis
- Pterostichus bryanti
- Pterostichus bryantoides
- Pterostichus bucolicus
- Pterostichus burmeisteri
- Pterostichus cacumensi
- Pterostichus californicus
- Pterostichus caligans
- Pterostichus canallatus
- Pterostichus caribou
- Pterostichus carolinus
- Pterostichus castaneus
- Pterostichus castanipes
- Pterostichus caudicalis
- Pterostichus chalcites
- Pterostichus chipewyan
- Pterostichus circulosus
- Pterostichus cochlearis
- Pterostichus coloradensis
- Pterostichus congestus
- Pterostichus coracinus
- Pterostichus corrusculus
- Pterostichus corvinus
- Pterostichus corvus
- Pterostichus costatus
- Pterostichus craterense
- Pterostichus crenicollis
- Pterostichus cubensis
- Pterostichus cuneatulus
- Pterostichus cursitor
- Pterostichus curtipennis
- Pterostichus cyanicolor
- Pterostichus diabolus
- Pterostichus diligendus
- Pterostichus diligens
- Pterostichus diplophryus
- Pterostichus ebeninus
- Pterostichus ecarinatus
- Pterostichus empetricola
- Pterostichus esuriens
- Pterostichus evanescens
- Pterostichus falli
- Pterostichus femoralis
- Pterostichus fenyesi
- Pterostichus flohri
- Pterostichus fuchsi
- Pterostichus fumorum
- Pterostichus gerstlensis
- Pterostichus gliscans
- Pterostichus gracilior
- Pterostichus gracilis
- Pterostichus gravis
- Pterostichus gregalis
- Pterostichus haematopus
- Pterostichus haftorni
- Pterostichus haldemani
- Pterostichus hatchi
- Pterostichus herculaneus
- Pterostichus honestus
- Pterostichus horne
- Pterostichus horni
- Pterostichus hudsonicus
- Pterostichus humboldti
- Pterostichus humidulus
- Pterostichus humilis
- Pterostichus hypogeus
- Pterostichus idahoae
- Pterostichus illini
- Pterostichus inanis
- Pterostichus inermis
- Pterostichus infernalis
- Pterostichus ingens
- Pterostichus inopinus
- Pterostichus intectus
- Pterostichus iripennis
- Pterostichus isabellae
- Pterostichus jacobinus
- Pterostichus johnsoni
- Pterostichus kansanus
- Pterostichus kotzebuei
- Pterostichus laborans
- Pterostichus lacertus
- Pterostichus lachrymosus
- Pterostichus laetulus
- Pterostichus lama
- Pterostichus lanei
- Pterostichus lassulus
- Pterostichus leconteianus
- Pterostichus licinoides
- Pterostichus lobatus
- Pterostichus longicollis
- Pterostichus longissimus
- Pterostichus longulus
- Pterostichus louisinis
- Pterostichus lubricus
- Pterostichus luctuosus
- Pterostichus lucublandus
- Pterostichus lustrans
- Pterostichus macer
- Pterostichus madidus
- Pterostichus malkini
- Pterostichus mancus
- Pterostichus mandibularis
- Pterostichus marinensis
- Pterostichus melanarius
- Pterostichus melas
- Pterostichus menetriesi
- Pterostichus mercedianus
- Pterostichus mexicanus
- Pterostichus middendorffi
- Pterostichus minor
- Pterostichus minus
- Pterostichus miscellus
- Pterostichus moestus
- Pterostichus monedulus
- Pterostichus morionides
- Pterostichus mottolensis
- Pterostichus mutus
- Pterostichus nearcticus
- Pterostichus neobrunneus
- Pterostichus niger
- Pterostichus nigrita
- Pterostichus nigrocoeruleus
- Pterostichus nimius
- Pterostichus nivalis
- Pterostichus novus
- Pterostichus oblongopunctatus
- Pterostichus obscurus
- Pterostichus obsidianus
- Pterostichus occultus
- Pterostichus ohionis
- Pterostichus ordinarius
- Pterostichus oregonus
- Pterostichus oscitans
- Pterostichus osculans
- Pterostichus ovalipennis
- Pterostichus ovoideus
- Pterostichus pacificus
- Pterostichus palmi
- Pterostichus panticulatus
- Pterostichus parallelus
- Pterostichus parasimilis
- Pterostichus parens
- Pterostichus patruelis
- Pterostichus pensylvanicus
- Pterostichus pergracilis
- Pterostichus perseverus
- Pterostichus pimalis
- Pterostichus pinguedineus
- Pterostichus placerensis
- Pterostichus planctus
- Pterostichus planus
- Pterostichus plethorus
- Pterostichus plutonicus
- Pterostichus praetermissus
- Pterostichus primus
- Pterostichus proctractus
- Pterostichus protensiformis
- Pterostichus protensipennis
- Pterostichus protractus
- Pterostichus pumilus
- Pterostichus punctatissimus
- Pterostichus putus
- Pterostichus quadrifoveolatus
- Pterostichus relictus
- Pterostichus rhaeticus
- Pterostichus riparius
- Pterostichus rostratus
- Pterostichus rothi
- Pterostichus rubripes
- Pterostichus scitulus
- Pterostichus scrutator
- Pterostichus scutellaris
- Pterostichus sejungendus
- Pterostichus sequoiarum
- Pterostichus serratipes
- Pterostichus serripes
- Pterostichus setosus
- Pterostichus shulli
- Pterostichus sierranus
- Pterostichus similis
- Pterostichus soperi
- Pterostichus sphodrinus
- Pterostichus spissitarsis
- Pterostichus splendidulus
- Pterostichus sponsor
- Pterostichus spraguei
- Pterostichus stantonensis
- Pterostichus stapedius
- Pterostichus strenuus
- Pterostichus strigosulus
- Pterostichus stygicus
- Pterostichus subacutus
- Pterostichus sublaevis
- Pterostichus suffusus
- Pterostichus superciliosus
- Pterostichus surgens
- Pterostichus taeniolus
- Pterostichus tahoensis
- Pterostichus tareumiut
- Pterostichus tarsalis
- Pterostichus tartaricus
- Pterostichus tenebricosus
- Pterostichus termitiformis
- Pterostichus testaceus
- Pterostichus texanus
- Pterostichus tiliaceoradix
- Pterostichus trinitensis
- Pterostichus tropicalis
- Pterostichus tuberculofemoratus
- Pterostichus tumescens
- Pterostichus unicarum
- Pterostichus vandykei
- Pterostichus ventralis
- Pterostichus ventricosus
- Pterostichus vermiculosus
- Pterostichus vernalis
- Pterostichus vernix
- Pterostichus vicinus
- Pterostichus violaceotinctus
- Pterostichus zunianus